# Kaaktaster
De kaaktasters vormen een gepaard orgaan aan de onderkaak van insecten. Het zijn tastorganen die gebruikt worden bij het opnemen van voedsel. Voorbeelden van insecten met duidelijk zichtbare kaaktasters zijn rechtvleugeligen en bidsprinkhanen. De gepaarde tasters aan de bovenkaak worden de liptasters genoemd. 